# Creosoto
Il creosoto, dal greco kréas (carne) e sózein (salvare), è il nome comune di diversi prodotti, di differente composizione, derivanti dalla distillazione o di legna, o di catrami minerali.

## Composizione
I derivati minerali contengono fenoli, cresoli e IPA. Si tratta di liquidi, poco solubili in acqua e solubili in solventi organici. Veniva un tempo impiegato per la conservazione del legno.
Il più comune derivato dal legname è un miscuglio di fenoli ed eteri fenolici che si ottiene dalla distillazione tra 200-225 °C del legno di faggio. È un liquido incolore, poco solubile in acqua e solubile in solventi organici. Contiene il 50-60% di guaiacolo e creosolo. Un tempo veniva usato in medicina per il suo potere antisettico, anticatarrale e antipiretico, viene tuttora utilizzato in endodonzia come disinfettante nelle otturazioni provvisorie.

## Uso
I creosoti vengono utilizzati come:
- conservante per il legno usato dall'inizio del '700 (difatti era largamente utilizzato come impregnante per le traversine ferroviarie in legno)
- insetticida, fungicida, erbicida
- schiumogeno nel processo di flocculazione dei minerali
- alimentatore nei processi di produzione di nerofumo
- nella produzione di emulsioni disinfettanti
- per ottenere oli flussanti utilizzati come leganti

Il codice Numero CAS del creosoto è 8001-58-9.
Il codice EINECS è 232-287-5.

## Normativa
La Commissione europea, con Direttiva 2001/90/CE del 26 ottobre 2001, ha vietato la vendita ai consumatori di alcuni creosoti a causa della loro cancerogenicità.